# 鎮守府 (日本海軍)
鎮守府（日语：〔〕／）是过去作为日本海軍根据地、监管舰队大后方的机构，其前身为1871年（明治4年）兵部省内设立的海軍提督府。鎮守府相當於戰後海上自衛隊的地方隊。

## 职责
各鎮守府主要负责所轄海軍区的防備，所属艦艇的指挥（领导）、补给、出发准备，兵員的征募、訓練，施政的运作、监管等。鎮守府司令長官（大将、中将）在軍政方面受海軍大臣的指示，作战计划方面则受海軍軍令部長（軍令部總長）的指挥。应当指出的是，大湊（現陸奧市）本来定为比军港等级要低的“要港”，设置有比镇守府低等级的“要港部”；然而在1941年11月，要港部升级为与镇守府同级的“警备府”。但是，作为警備府，其并未保有特定的舰只，因此没有警備战隊或者防卫中队。

## 历史
1875年日本周边海域被划分为東西两个海军区，放在東西两个指揮官的指揮下，1876年设置東海，西海两个鎮守府。東海鎮守府先行临时设立在橫濱（西海鎮守府尚未设立，爾後設府於長崎），1884年转移到横須賀，更名为横須賀鎮守府。
由于1886年海軍条例制定，日本沿岸的海面划分为五个海軍区，各海軍区设立鎮守府和軍港。除了横須賀，1889年的吴镇守府和佐世保鎮守府，1901年的舞鶴鎮守府等相继设立。但是，最初预定在室蘭的设立计划，最终于1903年取消。
清廷割讓遼東半島後，1905年日本海軍於旅順设立旅順口鎮守府（1906年改称为旅順鎮守府，1914年改制旅順要港部）。舞鶴于1923年受华盛顿海军条约的影响曾廢止一段时间（降级为要港部），但于1939年恢复。
鎮守府在第二次世界大战结束之后的1945年11月被废除。而戰後日本的海上軍事組織——1952年成立的警備隊和1954年成立的海上自衛隊內，也設置了相当于舊日軍海軍區、鎮守府的地方隊（現有横須賀、舞鶴、大湊、佐世保、吳地方隊）。